# Xiong Xiling

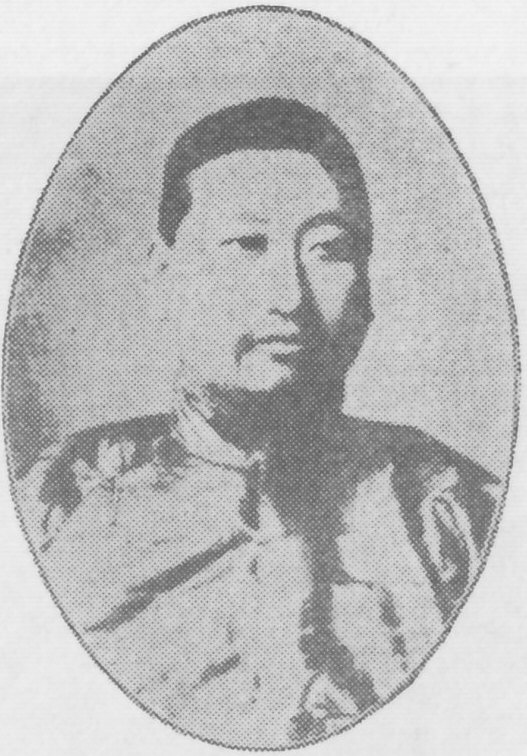

Xiong Xiling (chinês simplificado: 熊希龄; Hanyu Pinyin: Xióng Xĩ Líng 1870-1937), foi primeiro-ministro da República da China de julho de 1913 a fevereiro de 1914.
Nascido em Fenghuang, Xiangxi, prefeitura de Hunan, Xiong foi um erudito, reformista, político e filantropo chinês na Dinastia Qing e na nova República.
Em julho de 1913, Xiong foi nomeado por Yuan Shikai como premiê e ministro das Finanças. No entanto, após alguns meses a relação entre Xiong e Yuan passou a deteriorar-se, desencadeada por suas opiniões conflitantes sobre a governança. Em fevereiro de 1914, Xiong renunciou ao cargo.
Depois que abandonou a política, Xiong envolveu-se em algumas instituições de educação e de caridade para ajudar os desafortunados de Pequim e Xangai. Xiong estava em Xangai ajudando os refugiados durante a invasão japonesa. Após as quedas de Xangai, foi para Hong Kong. Faleceu em Hong Kong em dezembro de 1937 e foi homenageado com um funeral de Estado.